# Папп, Джордж
Джордж Эдвард Папп (англ. George Edward Papp, 20 января 1916 — 8 августа 1989) — американский художник, иллюстратор комиксов. Наиболее известен как один из главных художников длительной серии комиксов Супербой издательства DC Comics. Папп также создал вместе с Мортом Вайсингером персонажа Зелёная стрела, а также помог Уитни Элсворту создать персонажа Конгорилла.
Папп начал свою карьеру в индустрии комиксов с редких работ над ранними выпусками Супермена. Пеп Морган, Конго Билл (позже Конгорилла) и Клип Карсон были первыми комиксами, над которыми он работал для Action Comics. Комикс The Green Arrow впервые появился в комиксе More Fun Comics #73 (ноябрь 1941). Папп пошёл в армию, пока шла Вторая мировая война. Он рисовал комиксы серии Superboy в течение 1958—1967 годов, работая над несколькими важными персонажами, включая ранние появления Легиона Супер-героев. Папп был уволен из DC в 1968 году вместе с другими писателями и художниками DC, потребовавшими от издательства пенсионных и здравоохранительных пособий.

## Примечательные истории
- Adventure Comics #258: «Супербой встречает молодого Зелёную стрелу»

## Коллекционные издания
Эти издания содержат истории, иллюстрированные Паппом:
- Legion of Super-Heroes: Archives 1
- Legion of Super-Heroes: Archives 2
- Legion of Super-Heroes: Archives 3
- Legion of Super-Heroes: Archives 4
- Legion of Super-Heroes: Archives 5
- Legion of Super-Heroes: Archives 6
- Legion of Super-Heroes: Archives 8
- Showcase Presents: Green Arrow 1
- Superboy #147 80-Page Giant
- Superman in the Sixties
- Superman vs. Lex Luthor
- The Greatest Superman Stories Ever Told
- The Seven Soldiers of Victory: Archives 1